# ジャスティン・クロフォード (野球)
ジャスティン・カール・クロフォード（Justin Carl Crawford, 2004年1月13日 - ）は、アメリカ合衆国アリゾナ州フェニックス出身のプロ野球選手（外野手）。右投左打。MLBのフィラデルフィア・フィリーズ傘下所属。父は元プロ野球選手のカール・クロフォード。シアトル・マリナーズ所属のJ.P.クロフォードは従叔父にあたる。

## 経歴
2022年のMLBドラフト1巡目（全体17位）でフィラデルフィア・フィリーズから指名され、予定していたルイジアナ州立大学への進学を取りやめプロ入り。契約金は389万ドル。